# Cresta ilíaca
La cresta ilíaca es el nombre que recibe el borde superior del ala del ilion que se extiende hasta el margen de la pelvis mayor. La cresta ilíaca es palpable tanto en un hombre como en una mujer en toda su extensión, de forma general convexa y levemente curva o sinuosa con concavidad interna en el frente y hacia afuera por detrás. Deja en su interior una cavidad que a menudo se denomina fosa iliaca.

## Anatomía
La cresta ilíaca es más angosta hacia el centro que en los extremos y termina en la espina ilíaca antero-superior y posterior. La superficie de la cresta ilíaca es amplia y se puede dividir en un labio lateral o externo y un labio medial o interno y entre estos, una línea intermedia.
A unos 5 cm detrás de la espina ilíaca anterosuperior se encuentra una prominencia sobre el labio externo, conocido como el tubérculo ilíaco (tuberculum iliacum). Hacia el labio externo se insertan los músculos tensor de la fascia lata, oblicuo mayor del abdomen y el músculo dorsal ancho. La fascia lata, que es la aponeurosis profunda del muslo, corre la extensión de la cresta ilíaca hasta llegar al músculo oblicuo menor del abdomen.
Sobre el labio interno de la cresta ilíaca se insertan los músculos transverso del abdomen, cuadrado lumbar, sacroespinal y el psoasilíaco.

## Importancia clínica

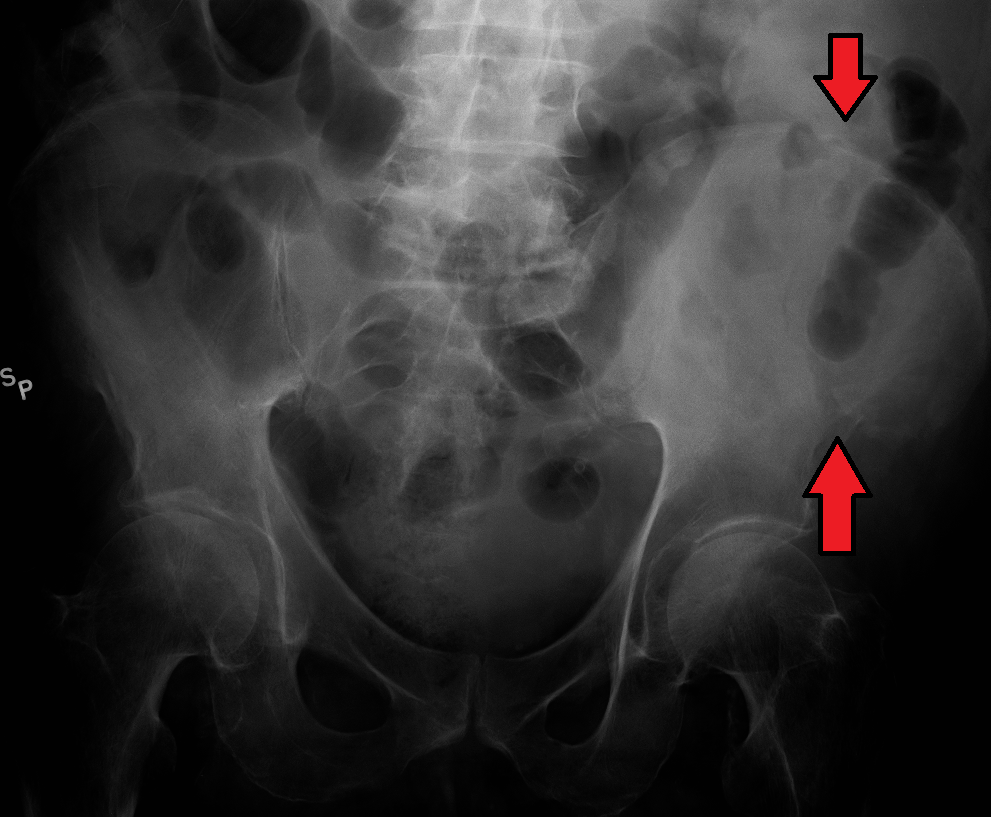
Fractura de ala ilíaca izquierda (probablemente paciente masculino)

La cresta ilíaca tiene una importante cantidad de médula ósea, incluso en el adulto, de modo que es un punto frecuente de extracción en la recolección de muestras de células madres para los trasplantes de médula ósea. El tope de la cresta ilíaca es el lugar donde se corresponde el cuerpo de la cuarta vértebra lumbar (L4), justo por encima o por debajo del cual se realiza la punción lumbar. La cresta iliaca es la mayor fuente de injerto óseo utilizada en cirugía maxilofacial, tanto de hueso esponjoso como de hueso corticoesponjoso.

## Imágenes adicionales
| |
| Músculos que conectan la extremidad superior a la columna vertebral. La cresta ilíaca está remarcada de color rojo. |

|                                                                      |
| Planos del hueso de la cadera con la cresta ilíaca en azul y arriba. |

|                                                                      |
| Inserción del músculo transverso del abdomen sobre la cresta ilíaca. |

|                                                                                |
| Orientación de algunas vértebras con la cresta ilíaca, delineada a la derecha. |